# Глендейл-Гайтс (Іллінойс)
Глендейл-Гайтс (англ. Glendale Heights) — селище (англ. village) в США, в окрузі Дюпаж штату Іллінойс. Населення — 33 176 осіб (2020).

## Географія
Глендейл-Гайтс розташований за координатами 41°55′8″ пн. ш. 88°4′41″ зх. д. / 41.91889° пн. ш. 88.07806° зх. д. (41.918877, -88.078095).  За даними Бюро перепису населення США в 2010 році селище мало площу 14,28 км², з яких 13,91 км² — суходіл та 0,36 км² — водойми.

## Демографія
Згідно з переписом 2010 року, у селищі мешкало 34 208 осіб у 11 257 домогосподарствах у складі 8132 родин. Густота населення становила 2396 осіб/км².  Було 11864 помешкання (831/км²).
Расовий склад населення:
| - 52,5 % — білих - 22,1 % — азіатів - 5,9 % — чорних або афроамериканців - 0,6 % — корінних американців - 0,1 % — вихідців з тихоокеанських островів - 15,4 % — осіб інших рас |

До двох чи більше рас належало 3,4 %. Частка іспаномовних становила 30,7 % від усіх жителів.
За віковим діапазоном населення розподілялося таким чином: 26,3 % — особи молодші 18 років, 66,5 % — особи у віці 18—64 років, 7,2 % — особи у віці 65 років та старші. Медіана віку мешканця становила 32,0 року. На 100 осіб жіночої статі у селищі припадало 103,6 чоловіків;  на 100 жінок у віці від 18 років та старших — 103,6 чоловіків також старших 18 років.
Середній дохід на одне домашнє господарство  становив 69 640 доларів США (медіана — 59 947), а середній дохід на одну сім'ю — 75 758 доларів (медіана — 64 925). Медіана доходів становила 43 199 доларів для чоловіків та 36 729 доларів для жінок. За межею бідності перебувало 11,6 % осіб, у тому числі 18,1 % дітей у віці до 18 років та 4,2 % осіб у віці 65 років та старших.
Цивільне працевлаштоване населення становило 18 211 осіб. Основні галузі зайнятості: виробництво — 20,6 %, освіта, охорона здоров'я та соціальна допомога — 16,5 %, науковці, спеціалісти, менеджери — 12,2 %, роздрібна торгівля — 11,6 %.